# رامین پرچمی
رامین پرچمی (زاده ۲۷ شهریور ۱۳۵۲) بازیگر ایرانی سینما، تئاتر و تلویزیون است.

## تحصیلات
رامین پرچمی دارای کارشناس ارشد کارگردانی و بازیگری تئاتر از دانشگاه آزاد اسلامی است.

## فعالیت هنری
رامین پرچمی علاوه بر بازیگری، کارگردان فیلم کوتاهی با عنوان راه حل بوده است. پرچمی فعالیت خود را با بازی در سریال در پناه تو و فیلم سینمایی ضیافت آغاز کرد. وی برای مدتی سردبیر هفته‌نامه فرهنگی هنری نقش‌آفرینان بود.
شهرت او به خاطر بازی در مجموعه‌های تلویزیونی چون در پناه تو، پس از باران، همسایه‌ها، زیر آسمان شهر ۳ و فیلمهایی چون ضیافت، اعتراض، تلفن، خاکستری، مهمان مامان، اخراجی‌های ۲ است.

## فعالیت سیاسی
رامین پرچمی در اعتراضات جنبش سبز در ۲۵ بهمن ۱۳۸۹ در تهران دستگیر و به زندان اوین منتقل شد و پس از چندین ماه تحمل زندان، در ۲۸ اسفند ۱۳۹۰ موقتاً آزاد شد و جهت انجام کارهای اداری به تهران آمد. این خبر در آن زمان بنا به درخواست پرچمی رسانه‌ای نشد تا در مراحل اداری با مشکل مواجه نشود.
سرانجام در تاریخ ۸ مرداد ۱۳۹۱ با موافقت رامین پرچمی این خبر به رسانه‌های عمومی اطلاع داده شد. در ۳۱ فروردین ۱۳۹۰ اعلام شد که پرچمی به اتهام اقدام علیه امنیت ملی از طریق شرکت در تجمع غیرقانونی، فیلمبرداری و اخلال در نظم عمومی از سوی شعبه ۱۳ دادگاه انقلاب اسلامی شهر تهران به تحمل یک سال حبس تعزیری محکوم شده است.

## فیلم‌شناسی

### فیلم‌های سینمایی
| سال  | عنوان       | کارگردان         | نقش           |
| ---- | ----------- | ---------------- | ------------- |
| ۱۳۷۴ | ضیافت       | مسعود کیمیایی    | جواد          |
| ۱۳۷۸ | تلفن        | شفیع آقا محمدیان |               |
| ۱۳۷۸ | اعتراض      | مسعود کیمیایی    | مجتبی پولادی  |
| ۱۳۷۹ | خاکستری     | مهرداد میرفتاح   |               |
| ۱۳۸۲ | مهمان مامان | داریوش مهرجویی   | کارگر ساختمان |
| ۱۳۸۷ | اخراجی‌ها ۲  | مسعود ده‌نمکی     | رزمنده مسیحی  |
| ۱۳۹۶ | کروکودیل    | مسعود تکاور      |               |
| ۱۳۹۷ | به وقت طلاق | حسن حجگذار       |               |
| ۱۴۰۱ | نابازیگر    | حمیدرضا سنگیان   |               |

### مجموعه‌های تلویزیونی
| سال  | عنوان                   | کارگردان         | نقش           |
| ---- | ----------------------- | ---------------- | ------------- |
| ۱۳۷۴ | در پناه تو              | حمید لبخنده      | رامین         |
| ۱۳۷۵ | گریز                    | کریم آتشی        |               |
| ۱۳۷۵ | گام آخر                 | رضا توکلی        |               |
| ۱۳۷۶ | بازگشت پرستوها          | ابوالقاسم طالبی  |               |
| ۱۳۷۷ | قصه زندگی               | سیروس کاشانی‌نژاد |               |
| ۱۳۷۸ | روزگار جوانی            | اصغر توسلی       |               |
| ۱۳۷۸ | پس از باران             | سعید سلطانی      | فیروز         |
| ۱۳۷۹ | همسایه‌ها                | محمدحسین لطیفی   |               |
| ۱۳۷۹ | آوایی در گلستان         | رامین لباسچی     |               |
| ۱۳۷۹ | راهی به سوی خانه        | حمیدرضا معدنچی   |               |
| ۱۳۸۰ | خانه آرزوها             | حسین سهیلی‌زاده   |               |
| ۱۳۸۰ | رستوران خانوادگی        | حسین سهیلی‌زاده   | بازیگر میهمان |
| ۱۳۸۱ | زیر آسمان شهر (سری سوم) | مهران غفوریان    | بازیگر مهمان  |
| ۱۳۸۳ | عشق گمشده               | حسین سهیلی‌زاده   |               |
| ۱۳۸۳ | فیلبانان                | کاظم راست‌گفتار   |               |
| ۱۳۸۴ | و خداوند عشق را آفرید   | مسعود شاه محمدی  | بازیگر مهمان  |

### نمایشنامه‌خوانی
- عاقبت عشاق سینه‌چاک (۱۳۹۲)[۹]